# التصنيع المميت
التصنيع المميت ، أو التمثيل الغذائي الانتحاري ، و هو التصنيع الحيوي للسم من سلائف ليست سامة بحد ذاتها، مثل تصنيع الفلوروسيترات من فلورو أسيتات. 
تم نشر المصطلح لأول مرة بواسطة رودولف بيترز في محاضرة كرونيه لعام 1951. 

## التصنيع القاتل للميثيل جليوكسال
حددت دراسة أجريت عام 1971 نشرتها كلية الطب بجامعة هارفارد الميثيل جليوكسال، وهو شكل من أشكال الغليسرول ، كمنتج للتصنيع المميت في طفرةإشريكية قولونية معينة. في الإشريكية القولونية  ، يتم تصنيع الفوسفات الثلاثي من الجلسرين وهو تفاعل ينظمه معدل التصنيع من الجلسرين كيناز والتغذية الراجعة المثبطة بواسطة الفركتوز - 1,6 - فوسفات. أوضحت الدراسة أنه في طفرات 
الإشريكية القولونية التي فقدت كلتا آليات التحكم، لم يعد تفاعل الجلسرين كينيز يتفاعل مع تنظيم التغذية الراجعة وأنتج بدلاً من ذلك ميثيل غليوكسال سام للخلايا.